# دینو (خودرو)

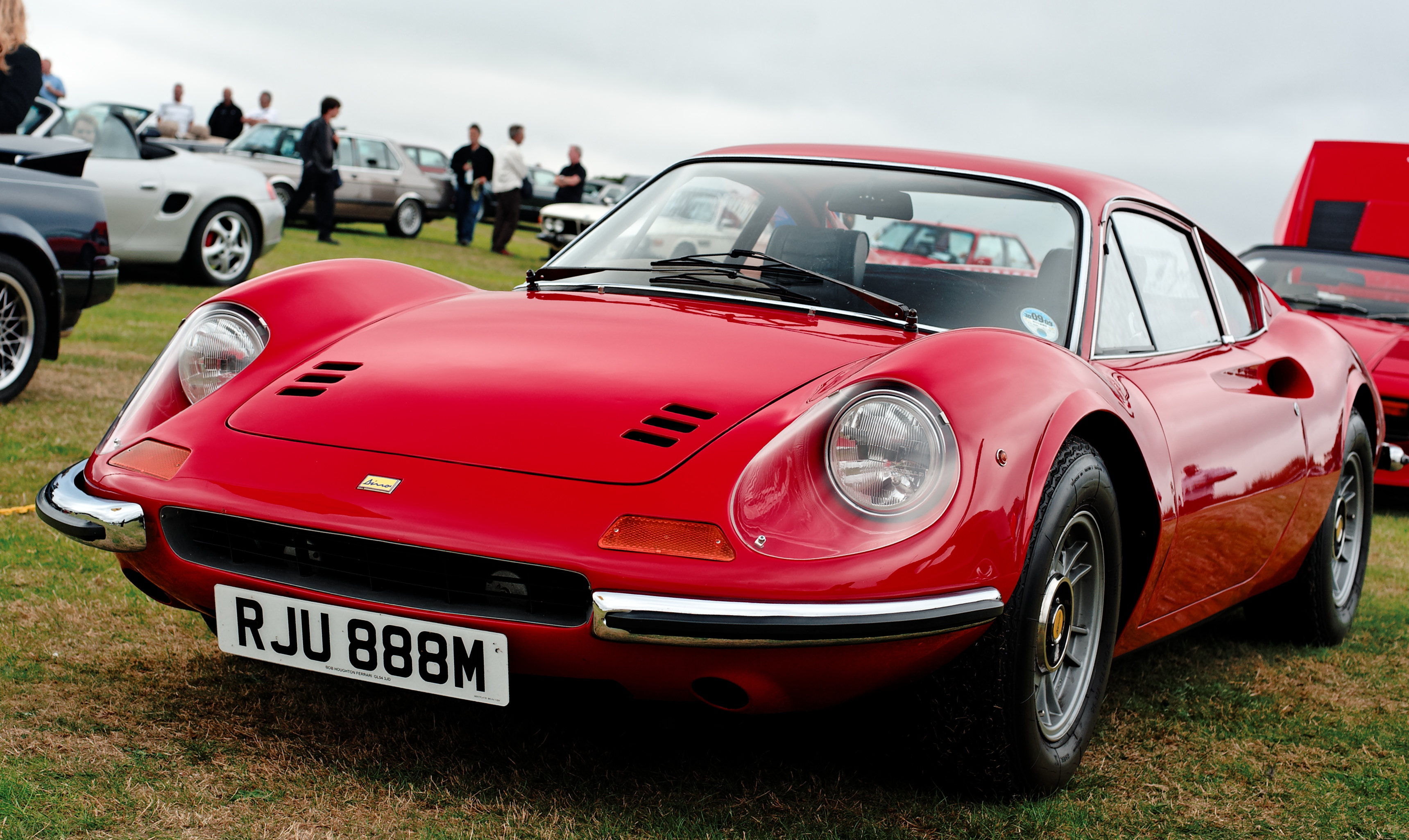

دینو (خودرو) (Dino (automobile)) خودرویی است که در سال‌های ۱۹۶۸–۱۹۷۶تولید شده‌است.
این خودرو در کلاس خودرو اسپورت قرار گرفته، طراحی آن خودروهای موتور وسط عقب-محور عقب بوده است. 